# Moko (motorfiets)
Moko (Motorrad konstruktion) is een Duits (voorheen Zwitsers) merk van motorfietsen.
De bedrijfsnaam was aanvankelijk Team Moko AG, later Moko Motorrad Konstruktion GmbH Ebikon en GSG Mototechnik GmbH, Extertal en Huglfing. Eigenaren en ontwerpers waren Ernst Strahm en Hansjörg ("Hausi") Hilti. Strahm was een motorfietsdealer uit Madiswil en Hilti was een voormalig werknemer van Fritz Egli.
Het merk kenmerkt zich door bijzondere constructies, waarbij gebruik gemaakt wordt van bestaande maar gemodificeerde motorblokken met eigen frames en excentrieke ontwerpen. Zeker in de beginjaren waren de Moko-motorfietsen de duurste productiemotoren ter wereld.

## Moko Harley-Davidson
Moko kwam in 1985 op de markt met een opmerkelijk project: een tot 1497 cc opgeboorde Harley-Davidson die er erg sportief uitzag, met een stroomlijnkuip en een polyester-tank/zitcombinatie. Het chroommolybdeen ruggengraatframe leek op dat van Egli (Hausi Hilti had voor Fritz Egli gewerkt), met een grote bovenste framebuis waarin de olievoorraad werd meegevoerd. Het ontwerp was echter van Hans Walther, de eigenaar/oprichter van Powa (Polyester Walter). Er was een Forcella Italia 42mm-telescoopvork gebruikt, de machine had monovering met een centrale veer onder de versnellingsbak en twee Brembo-remschijven in het voorwiel en een in het achterwiel. Er waren gietwielen toegepast die vanaf 1986 in de kleur van de motorfiets werden gespoten. De benzinetank was rond de achterste cilinder gebouwd en bevatte 25 liter. De lage plaatsing maakte een benzinepomp noodzakelijk. Moko beoogde een productie van 20 stuks per jaar, maar een probleem was de beschikbaarheid van de Harley-blokken. Men gebruikte het oude blok van de Harley-Davidson FLH 1200 Electra Glide uit 1973, waarvan er in Zwitserland niet veel waren. De meeste blokken werden gekocht op de Amerikaanse legerbases in Duitsland. Ondanks de oude motoren kostte de machine 45.000 Zwitserse franks (ca. 30.000 Euro).

## Moko Scorpio, Moko Muru en Moko Muru II
Begin 1986 verschenen er twee tamelijk extreem vormgegeven ontwerpen. De Moko-Harley-Davidson werd nog steeds geleverd, maar Strahm en Hilti bouwden voor een Zwitserse bankier de Moko Scorpio, met zeer veel plaatwerk. Zelfs de wielen waren bijna geheel ingekapseld. De machine had een Kawasaki GPz 1100-blok en had bij zijn presentatie nog nooit gereden, De verwachting was dat dat ook nooit zou gebeuren. De Moko Muru, ontworpen door Markus Rüding, had ook veel plaatwerk, maar was minder extreem dan de Scorpio. Hij kon geleverd worden met een Suzuki GSX 1100-blok of een Honda CB 900 F Bol d'Or-blok. Na de zomer van 1986 verscheen de Moko Muru II met een vlottere vormgeving, die nog steeds geleverd werd met het Suzuki of het Honda-blok, maar waarin nu ook het Kawasaki-blok gemonteerd kon worden.

## Moko Powa D10
In 1987 verscheen de Powa D10, opnieuw een concept van Hans Walther, met als basis een Yamaha FZ 750. De motorfiets was echter geheel verborgen achter polyester-plaatwerk, inclusief het voorwiel dat achter een soort moderne druppelstroomlijn schuilging. De samenwerking met Moko was echter duidelijk. Het frame was van Hausi Hilti en op de stroomlijnkuip stond soms "Strahm Racing" en soms ook "Moko". Dankzij de stroomlijn zou de Weerstandscoëfficiënt zo laag zijn dat de machine met slechts 135 pk (Yamaha FZ 750 met racekit) een topsnelheid van meer dan 300 km/uur zou halen. De machine werd in maart 1987 geïntroduceerd en in oktober waren er vier geproduceerd. Ze kostten 25.000 Zwitserse franken (met een normaal, niet opgevoerd FZ 750-blok)..

## Moko Yamaha XS 1100
In 1987 volgde de Moko Yamaha XS 1100. Bij deze door Hilti ontworpen machine werd echter geen gebruik gemaakt van het viercilinder Yamaha XS 1100-blok, maar van een grote versie van de tweecilinder Yamaha XS 650. Door de boring te vergroten van 75 mm naar 86 mm en de slag van 74 mm naar 88 mm kwam de cilinderinhoud op 1023 cc. De machine kreeg weer het eigen ruggengraatframe en monovering en leverde 98 pk bij 8.000 tpm. De originele Yamaha leverde 53 pk bij 7.000 tpm. Het uiterlijk was - zeker voor Moko-begrippen - tamelijk gewoontjes. Er zat veel kunststof onder/achter het zadel, maar verder was er alleen een belly pan toegepast. Een stroomlijnkuip was er niet. De machine werd compleet verkocht voor 18.000 Zwitserse frank (10.000 Euro), maar men kon voor 15.000 frank (8.500 Euro) ook een framekit kopen en zelf een blok monteren. Dat kon het gewone XS 650-blok zijn, maar er was een aantal specialisten die voor de zijspancross deze blokken ook tot bijna 1.000 cc konden vergroten.

## Moko Harley-Davidson Evolution
In 1993 verscheen een nieuwe Moko-Harley-Davidson, die in Duitsland bij GSG werd gebouwd en die voorzien was van het in 1988 geïntroduceerde Harley-Evolution-blok. Deze machine was voorzien van seatpipes en een tophalfkuip. Ze had twee 310mm-remschijven met zeszuiger remklauwen in het voorwiel en een 240mm-remschijf achter. Voor en achter waren 17 inch-gietwielen gemonteerd. Het kleurenschema was zoals altijd bij Moko bijzonder. Het bevatte blauw, paars en groen, kleuren die veranderden door de lichtinval van de zon. Een complete machine kostte 48.000 DM, maar eigenaren van een Evolution-blok konden ook alleen het rijwielgedeelte kopen.

## Moko Speed en Moko Streetfighter
Hoewel de Moko Speed uit 1995 vooral voor snelheid ontworpen was, ontbrak een stroomlijnkuip. Wel was er een bijzondere tophalf gemonteerd, waarbij een soort dubbele brugconstructie over het stuur heen op de tank vast zat. De machine had het motorblok van de Suzuki GSX-R 1100, leverde 140 pk en woog slechts 175 kg. De topsnelheid werd opgegeven als 260 km/uur. In hetzelfde jaar verscheen de Moko Streetfighter, eveneens met het Suzuki GSX-R 1100-blok, maar zonder tophalf en met een gewijzigde achterbrug. Een serieproductie was er niet, de machines werden slechts op bestelling gebouwd. In 1998 prestenteerde Moko een turbo-versie van de Streetfighter.

## Moko BMW 1043
Net als bij de eerste Moko-Harley en de Moko-Yamaha had de Moko BMW 1043 caféracer uit 1996 een verouderd motorblok. Hoewel BMW al lang nieuwe motoren had (de BMW R 1100-serie en de BMW K 100-serie) had de 1043 een opgeboord blok uit de R 100 Classic-serie. Dit blok leverde standaard slechts 60 pk, maar de Moko-versie kwam op 93 pk dankzij een compressieverhouding van 10,5:1 (was 8,5:1). De enkelzijdige achterbrug was de monolever-versie van de K 100, maar het veer/demperelement kwam evenals de telescoopvork van White Power.
In de jaren hierna bleef Moko motorfietsen ombouwen tot kleurrijke specials met veel dure en lichte onderdelen, maar niet meer in serieproductie. Men nam opdrachten van klanten aan en bouwde machines naar de wens van de klant. Men paste voor gehandicapten ook motorfietsen aan. In 2023 bestond het bedrijf nog steeds, gevestigd in het Duitse Huglfing.